# Грийнли
Окръг Грийнли (на английски: Greenlee County) е окръг в щата Аризона, Съединени американски щати. Площта му е 4786 km², а населението – 9613 души (2016). Административен център е град Клифтън.